# Trzebownisko (gemeente)
De gemeente Trzebownisko is een landgemeente in het Poolse woiwodschap Subkarpaten, in powiat Rzeszowski.
De zetel van de gemeente is in Trzebownisko.
Op 30 juni 2004 telde de gemeente 18 541 inwoners.

## Oppervlakte gegevens
In 2002 bedroeg de totale oppervlakte van gemeente Trzebownisko 90,53 km², waarvan:
- agrarisch gebied: 71%
- bossen: 10%

De gemeente beslaat 7,43% van de totale oppervlakte van de powiat.

## Demografie
Stand op 30 juni 2004:
| Omschrijving                   | Totaal | Totaal | Vrouwen | Vrouwen | Mannen | Mannen |
| ------------------------------ | ------ | ------ | ------- | ------- | ------ | ------ |
| eenheid                        | aantal | %      | aantal  | %       | aantal | %      |
| inwoners                       | 18 541 | 100    | 9559    | 51,6    | 8982   | 48,4   |
| bevolkingsdichtheid (inw./km²) | 204,8  | 204,8  | 105,6   | 105,6   | 99,2   | 99,2   |

In 2002 bedroeg het gemiddelde inkomen per inwoner 1376,15 zł.

## Administratieve plaatsen (sołectwo)
Jasionka, Łąka, Łukawiec, Nowa Wieś, Stobierna, Tajęcina, Terliczka, Trzebownisko, Wólka Podleśna, Zaczernie.

## Overige plaatsen
Brodkowice, Budy, Dół, Gęsiówka, Gliniaki, Górka Zaczerska, Góry, Jatki, Kamionka, Kłapówka, Kmiecice, Kmiecie, Kozice, Krzaki, Krzywa, Księżaki, Łukawiec Dolny, Łukawiec Górny, Morgi, Na Łaniu, Na Polu, Na Ujezdnem, Nowa Wieś Staromiejska, Nowa Wieś Zaczerska, Pasternik, Pod Arendą, Pod Lasem, Podedwór, Podkościół, Podlesie, Podmalce, Poręby, Przy Moście, Sitarka, Spiny, Ulice, Zadworze, Zagrody, Zagumnie, Zaprzyrwie, Zawodzie, Żabiniec.

## Aangrenzende gemeenten
Czarna, Głogów Małopolski, Krasne, Rzeszów, Sokołów Małopolski